# 小南五郎
小南 五郎（こみなみ ごろう、文化9年（1812年）10月 - 明治15年（1882年）2月22日）は、幕末の土佐藩士。名は良和。通称は五郎、五郎右衛門。迅衝隊士。

## 生涯
土佐国土佐藩下土佐郡大川筋（現高知県高知市大川筋2丁目）に生まれる。
大目付をつとめ、1853年に山内容堂より側用役として抜擢される。
安政の大獄時には、井伊直弼の容堂に対する追及をかわす為に、小南などの重臣が身代わりとなって幽閉処分を受ける。のちに復帰し大目付に就任するが、尊皇攘夷主義の土佐勤皇党に協力的だったため、勤皇党弾圧時には任を解かれ、失脚。勤皇党盟主武市瑞山をはじめ、平井収二郎、間崎哲馬ら同志が相次いで切腹に追い込まれる中、小南も武士の位を剥奪され、町人と同じ位に落とされるという屈辱的な処罰を受ける。
慶応2年（1866年）に復職し、戊辰戦争に際しては、板垣退助率いる土佐迅衝隊に従軍した。維新後は土佐に戻り、高知藩権大参事などを務めつつ余生を過ごした。
明治31年（1898年）、従四位を追贈された。

## 家族
- 本人：小南良和(五郎右衛門)
  - 息子：龍三郎 - のち外戚の八木利内養子、陸軍大佐[3]